# Matanikauoffensiven
Matanikauoffensiven fra 1. – 4. november 1942 var et slag mellem styrker fra den amerikanske hær og marinekorps mod styrker fra den japanske hær, som blev udkæmpet ved Matanikaufloden og Point Cruz på Guadalcanal i slaget om Guadalcanal under 2. verdenskrig. Slaget var et af de sidste i en række kampe mellem amerikanske og japanske styrker ved Matanikaufloden.
Under offensiven fulgte 7 bataljoner – tropper fra det amerikanske marinekorps og den amerikanske hær under overordnet kommando af Alexander Vandegrift og taktisk ledelse af Merritt A. Edson – op på den amerikanske sejr i slaget om Henderson Field. De krydsede Matanikaufloden og angreb japanske hærenheder mellem floden og Point Cruz på nordkysten af Guadalcanal. Området blev forsvaret af 4. japanske infanteriregiment under Nomasu Nakaguma sammen med forskellige støtteenheder, under overordnet kommando af Harukichi Hyakutake. Efter at have tilføjet de japanske forsvarere store tab, stoppede de amerikanske styrker offensiven og trak sig midlertidigt tilbage, da de ventede et fremstød fra japanske styrker et andet sted på Guadalcanal.

## Baggrund

### Felttoget på Guadalcanal
Den 7. august 1942 gik Vestallierede styrker i land på Guadalcanal, Tulagi og Floridaøerne i Salomonøerne. Landsætningerne havde til formål at forhindre, at de blev brugt af japanerne som baser, der kunne true forsyningsruterne mellem USA og Australien og til at sikre sig øerne som udgangspunkt for et felttog, der havde det ultimative mål at isolere eller erobre den store japanske base i Rabaul, samtidig med at den støttede de allierede i felttoget på Ny Guinea. Landsætningerne blev starten på det seks måneder lange slag om Guadalcanal.
Japanerne blev overraskede, og ved aftenstid den 8. august havde de 11.000 allierede tropper, der var under kommando af generalløjtnant Alexander Vandegrift og fortrinsvis tilhørte United States Marine Corps, sikret sig Tulagi og de omkringliggende småøer foruden en flyveplads, som var under opbygning ved Lunga Point på Guadalcanal. Flyvepladsen fik senere navnet Henderson Field af de allierede styrker. De allierede fly, som efterfølgende opererede fra flyvepladsen, blev kendt som "Cactus Air Force" (CAF) efter det allierede kodenavn for Guadalcanal. For at beskytte flyvepladsen etablerede marinekorpset en forsvarsring ved Lunga Point.
Som reaktion på de allieredes landsætninger på Guadalcanal tildelte den japanske overkommando den 17. armé, som havde hovedkvarter i Rabaul og var under kommando af generalløjtnant Harukichi Hyakutake ,opgaven med at generobre Guadalcanal fra de allierede styrker. Fra den 19. august begyndte forskellige enheder fra 17. armé at ankomme til Guadalcanal med det mål at fordrive de allierede styrker fra øen.
På grund af truslen fra Cactus Air Force på Henderson Field kunne japanerne ikke bruge store langsomme fragtskibe til at fremføre tropper og forsyninger til øen. I stedet brugte japanerne krigsskibe med base i Rabaul og Shortlandøerne til at transportere deres styrker til Guadalcanal. De japanske krigsskibe, som fortrinsvis var lette krydsere og destroyere fra 8. flåde under kommando af viceadmiral Gunichi Mikawa, kunne i reglen sejle ned gennem "The Slot" (revnen) til Guadalcanal, losse og sejle tilbage i løbet af en enkelt nat, hvorved de minimerede risikoen for at blive angrebet af CAF-fly. Fremførelse af tropper på denne måde betød imidlertid, at hovedparten af soldaternes tunge udstyr og forsyninger, såsom tungt artilleri, køretøjer og store mængder fødevarer og ammunition, ikke kunne medtages til Guadalcanal. Disse hurtige konvojer til Guadalcanal fortsatte under hele slaget og blev senere kaldt "Tokyo Express" af allierede styrker, mens japanerne kaldte dem "rottetransporter".
Det første japanske forsøg på at generobre Henderson Field slog fejl, da en styrke på 917 mand blev besejret den 21. august i slaget ved Tenaru. Det næste forsøg fandt sted fra 12. – 14. september, da 6.000 soldater under kommando af generalmajor Kiyotake Kawaguchi blev besejret i slaget ved Edson's Ridge. Efter deres nederlag ved Edson's Ridge omgrupperede Kawaguchi og de overlevende japanske tropper sig vest for Matanikaufloden på Guadalcanal.
Mens japanerne omgrupperede sig, koncentrerede de amerikanske styrker sig om at udfylde og styrke deres stillinger ved Lunga. Den 18. september ankom en allieret konvoj med 4.157 mand fra 7. marineregiment til Guadalcanal. Disse forstærkninger gjorde det fra 19. september muligt for Vandegrift at etablere en ubrudt række af forsvarsstillinger hele vejen rundt om Lunga.
General Vandegrift og hans stab var klar over, at Kawaguchis tropper havde trukket sig tilbage til området vest for Matanikau, og at talrige grupper af japanske strejfere var spredt over området mellem Lungastillingen og Matanikau. Vandegrift besluttede derfor at gennemføre en række operationer omkring Matanikaudalen.
De første amerikanske operationer mod japanske styrker vest for Matanikau blev gennemført mellem den 23. og 27. september 1942 af elementer af tre bataljoner fra marinekorpset, men blev slået tilbage af Kawaguchis tropper under kommando af oberst Akinosuke Oka. I den nye operation mellem den 6. og 9. oktober lykkedes det en større styrke af marinesoldater at krydse Matanikaufloden og angribe nyligt landsatte japanske styrker fra 2. (Sendai) infanteridivision under kommando af generalerne Masao Maruyama og Yumio Nasu og tilføje det 4. japanske infanteriregiment store tab. Denne anden operation tvang japanerne til at trække sig tilbage fra deres stillinger øst for Matanikau.
I mellemtiden overbeviste generalmajor Millard F. Harmon, chefen for den amerikanske hærs styrke i det sydlige stillehav, viceadmiral Robert L. Ghormley, chefen for de allierede styrker i det sydlige stillehav, om at marinekorpsets styrker på Guadalcanal havde brug for øjeblikkelige forstærkninger, hvis de allierede med held skulle forsvare øen under den forventede japanske offensiv. Den 13. oktober ankom der derfor en konvoj med 2.837 mand fra 164. infanteriregiment, der var en nationalgardestyrke fra North Dakota, der udgjorde en del af hærens Americal Division, til Guadalcanal.

### Slaget om Henderson Field
Mellem den 1. og 17. oktober landsatte japanerne 15.000 tropper på Guadalcanal, så Hyakutake i alt havde 20.000 tropper at indsætte i sin planlagte offensiv. På grund af tabet af deres stillinger på den østlige side af Matanikau besluttede japanerne at et angreb på de amerikanske stillinger ved kysten ville være alt for vanskeligt. Derfor besluttede Hyakutake at hovedangrebet skulle komme sydfra mod de amerikanske styrker ved Henderson Field. Hans 2. division forstærket med tropper fra 38. infanteridivision under generalløjtnant Masao Maruyama med i alt 7.000 soldater i tre infanteriregimenter med hver tre bataljoner fik ordre til at marchere gennem junglen og angribe de amerikanske stillinger sydfra nær østbredden af Lungafloden. For at aflede amerikanernes opmærksomhed fra det planlagte angreb sydfra skulle Hyakutakes tunge artilleri og fem bataljoner infanteri (omkring 2.900 mand) fra 4. og 12. infanteriregiment under samlet kommando af generalmajor Tadashi Sumiyoshi angribe de amerikanske stillinger vestfra langs kystkorridoren.
Sumiyoshis styrker, inklusiv to bataljoner af 4. infanteriregiment under oberst Nomasu Nakaguma, indledte angreb på de amerikanske stillinger ved mundingen af Matanikau om aftenen den 23. oktober. Amerikansk marineartilleri, kanoner og håndvåben slog angrebet tilbage og dræbte mange af de angribende japanere, mens de selv kun led lette tab.
Fra den 24. oktober og hen over to på hinanden følgende nætter gennemførte Maruyamas styrker talrige men fejlslagne frontale angreb på de sydlige af de amerikanske styrkers stillinger ved Lunga. Over 1.500 af Maruyamas tropper blev dræbt i angrebene, mens amerikanerne havde omkring 60 dræbte.
Yderligere japanske angreb ved Matanikau den 26. oktober fra Okas 124. infanteriregiment blev også slået tilbage med svære tab for japanerne. Klokken 8 den 26. oktober afblæste Hyakutake yderligere angreb og beordrede sine tropper til at trække sig tilbage. Omkring halvdelen af Maruyamas overlevende blev beordret til at trække sig tilbage til området vest for Matanikau, mens resten, 230. infanteriregiment under oberst Toshinari Shoji, fik besked på at begive sig til Koli Point øst for Lunga-stillingen. 4. infanteriregiment trak sig tilbage til stillinger vest for Matanikau omkring Point Cruz, mens 124. infanteriregiment gik i stilling på skråningerne af Mount Austen i den øvre del af Matanikaudalen.
For at udnytte sejren planlagde Vandegrift endnu en offensiv vest for Matanikau, som skulle have to mål: at trænge japanerne tilbage, så de var uden for artilleriafstand fra Henderson Field; og at afskære tilbagetrækningsruterne for Maruyamas mænd til landsbyen Kokumbona, hvor 17. armé havde sit hovedkvarter. I offensiven indsatte Vandegrift 3 bataljoner af 5. marineregiment under kommando af oberst Merritt Edson samt den forstærkede 3. bataljon af 7. marineregiment (kaldet Whaling-gruppen) under kommando af oberst William Whaling. To bataljoner fra 2. marineregiment blev holdt i reserve. Offensiven blev støttet af artilleri fra 11. marineregiment og 164. infanteriregiment, CAF-fly og artilleri fra amerikanske krigsskibe. Edson fik den taktiske kommando over operationen.
Matanikau-området blev forsvaret af 4. og 124. infanteriregiment. Nakagumas 4. infanteriregiment forsvarede Matanikau fra kysten og omkring 900 meter ind i land, mens Okas 124. infanteri forlængede fronten længere ind i landet langs floden. Begge regimenter, som på papiret bestod af seks bataljoner, var alvorligt underbemandede på grund af tab i slag, tropesygdomme og fejlernæring. Rent faktisk beskrev Oka sin styrke som kun på "halv styrke".

## Slaget
Mellem kl. 1 og 6 den 1. november byggede amerikanske ingeniørsoldater tre fodfolksbroer over Matanikau. Klokken 6.30 åbnede 9 batterier artilleri fra hær og marinekorps (ca. 36 kanoner) samt krigsskibene San Francisco, Helena og Sterrett ild mod vestbredden af Matanikau, og amerikanske fly, herunder 19 B-17 bombefly, kastede bomber mod det samme område. Samtidig krydsede 1. bataljon af 5. marineregiment Matanikau ved mundingen, mens 2. bataljon af 5. marineregiment og Whaling-gruppen krydsede floden længere inde i land. Over for marineenhederne stod den 2. bataljon af 4. infanteriregiment under major Masao Tamura.
2. bataljon af 5. marineregiment og Whaling-gruppen mødte meget lille modstand og havde nået og besat adskillige højderygge syd for Point Cruz først på eftermiddagen. Langs kysten nær Point Cruz derimod kæmpede 7. kompagni fra Tamuras bataljon hårdt mod det amerikanske fremstød. Gennem adskillige timers kampe led 1. bataljon svære tab, herunder 3 officerer, og blev drevet tilbage mod Matanikau af Tamuras tropper. Med hjælp fra et andet kompagni fra 1. bataljon og senere af to kompagnier fra 3. bataljon og beslutsom modstand fra korporal Anthony Casamento, blandt andre, lykkedes det amerikanerne at stoppe tilbagetoget.
Da de vurderede situationen ved dagens slutning, besluttede Edson sammen med oberst Gerald Thomas og oberstløjtnant Merrill Twining fra Vandegrifts stab at forsøge at omringe de japanske forsvarere omkring Point Cruz. De beordrede 1. og 3. bataljon af 5. marineregiment til at fortsætte med at presse japanerne langs kysten den følgende dag, mens 2. bataljon drejede nordpå for at omringe deres modstandere vest og syd for Point Cruz. Tamuras bataljon havde lidt svære tab under dagens kampe, og Tamuras 7. og 5. kompagni havde henholdsvis 10 og 15 uskadte soldater tilbage.
I frygt, for at de amerikanske tropper var på nippet til at bryde gennem deres stillinger, sendte Hyakutakes 17. arméhovedkvarter i en fart alle de tropper, det rådede over, af sted for at afstive 4. infanteriregiments forsvar. Blandt tropperne var 2. panserværnsbataljon med 12 kanoner og 39. felts vejbygningsenhed. Disse to enheder gik i stilling i forberedte kampstillinger syd og vest for Point Cruz.
Om morgenen den 2. november gik soldaterne i 2. bataljon af 5. marineregiment mod nord, mens Whalinggruppen dækkede deres flanke, og de nåede kysten vest for Point Cruz, hvorved omringningen af de japanske styrker var komplet. De japanske forsvarsstillinger lå i en lavning mellem en kyststi og en strand lige vest for Point Cruz og omfattede bunkers af koral, jord og tømmer foruden huler og skyttehylder. Amerikansk artilleri bombarderede japanske stillinger hele dagen den 2. november, hvilket forårsagede et ukendt antal døde og sårede blandt de japanske forsvarere.
Senere på dagen gennemførte I-kompagniet af 2. bataljon et frontalt angreb med påsatte bajonetter mod den nordlige del af de japanske stillinger, hvor de overløb og dræbte de japanske forsvarere. Samtidig rykkede to bataljoner af 2. marineregiment, som nu var blevet indsat i offensiven forbi Point Cruz-området.
Klokken 6.30 den 3. november forsøgte nogle japanske tropper at bryde ud af lommen, men blev slået tilbage af marinesoldaterne. Mellem kl. 8 og middag afsluttede fem kompagnier fra 2. og 3. bataljon af 5. marineregiment ødelæggelsen af den japanske lomme ved Point Cruz ved hjælp af håndvåben, morterer, sprængstof og direkte og indirekte artilleribeskydning. En af deltagerne, Richard A. Nash, beskrev slaget således:
 En jeep kørte frem med en 37 mm panserværnskanon på slæb og kaptajn Andrews fra D-kompagniet satte en kanonbesætning til at opstille den, så den kunne skyde ind i en palmelund. Så hørte jeg det - lige inden kanonen begyndte at skyde - en underlig jammer og klage, næsten en religiøs messen ... som kom fra de omsluttede japanske soldater. Så skød kanonen kardæsker ind blandt dem, igen og igen, og efter et stykke tid holdt messen op, og skydningen ophørte, og i et kort stykke tid var alting stille. Nogle af os gik ind mellem palmetræerne for at se, og der, i række efter række, lå de forrevne lig af måske 300 unge japanske soldater. Der var ingen overlevende.

 — Richard A. Nash, Jersey, Hell's Islands, s. 299–300.
Marinesoldaterne erobrede 12 37 mm panserværnskanoner, en 70 mm feltartillerikanon og 34 maskingeværer og talte ligene af 239 japanske soldater, heriblandt 28 officerer.
I samme tidsrum fortsatte 2. marineregiment og Whaling-gruppen med at trænge frem langs kysten, til de nåede et punkt 3 km vest for Point Cruz, da natten faldt på. De eneste japanske tropper, der var tilbage i området til at modstå marineinfanteriets fremrykning, var de resterende 500 soldater fra 4. infanteriregiment samt nogle få overlevende fra enheder involveret i de tidligere slag ved Tenaru og Edson's Ridge samt underernærede marinesoldater fra den oprindelige garnison på Guadalcanal. Japanerne frygtede, at de ville være ude af stand til at forhindre amerikanerne i at erobre landsbyen Kokumbona, hvilket ville afskære tilbagetrækningen af 2. infanteridivision og alvorligt true de japanske enheder i bagområdet og hovedkvarteret for de japanske styrker på Guadalcanal. Nakaguma overvejede i fortvivlelse at tage regimentets faner og søge døden i et sidste angreb mod de amerikanske styrker, men blev talt fra det af andre officerer i 17. armés stab.
En betydningsfuld hændelse indtraf nu og den gav de japanske styrker en udsættelse. Tidligt den 3. november kom marinetropper ved Koli Point, øst for Lungastillingen, i kamp med 300 friske japanske tropper, som netop var blevet landsat af en Tokyo Express med 5 destroyere. Dette samt viden, om at en stor gruppe japanske tropper var i færd med at bevæge sig i retning af Koli Point efter nederlaget i slaget om Henderson Field, fik amerikanerne til at tro, at japanerne var tæt på at indlede et stort angreb på Lungastillingen fra området ved Koli Point.
For at diskutere denne udvikling samledes marineenhedernes ledere på Guadalcanal om morgenen den 4. november. Twining anbefalede, at offensiven ved Matanikau fortsatte. Edson, Thomas og Vandegrift talte derimod for, at offensiven blev opgivet, og at tropper blev flyttet over for at imødegå truslen fra Koli Point. Derfor blev 5. marineregiment og Whalinggruppen tilbagekaldt den samme dag til Lunga Point. 2. marineregiments 1. og 2. bataljon samt 1. bataljon af 164. infanteriregiment tog opstilling omkring 1,8 km vest for Point Cruz med planer om at stå fast i dette område. Da deres tilbagetrækningsrute stadig var åben, begyndte de overlevende fra Sendai (2.) division at ankomme til Kokumbona samme dag. Omkring dette tidspunkt blev Nakaguma dræbt af en artillerigranat.

## Efterspil
Efter at have bortjaget de japanske styrker ved Koli Point genoptog amerikanerne offensiven mod Kokumbona den 10. november med tre bataljoner under samlet kommando af oberst John Arthur. I mellemtiden var der blevet landsat friske japanske tropper fra 228. infanteriregiment i 38. infanteridivision ved Tokyo Express i løbet af adskillige nætter fra den 5. november, og de modstod effektivt de amerikanske angreb. Efter at have gjort små fremskridt gav Vandegrift den 11. november kl. 13.45 ordre til, at de amerikanske styrker skulle vende tilbage til østbredden af Matanikau.
Vandegrift gav ordre til tilbagetrækningen, fordi han havde fået efterretninger fra kystobservatører, luftrekognoscering og opsnappet radiotrafik, om at en stor japansk forstærkningsoperation var nært forestående. Rent faktisk var japanerne i gang med at forsøge at overføre de resterende 10.000 tropper fra 38. division til Guadalcanal for igen at forsøge at generobre Henderson Field. De heraf følgende amerikanske forsøg på at stoppe disse forstærkninger i at nå frem førte til søslaget ved Guadalcanal, det afgørende søslag under slaget om Guadalcanal, hvor den japanske forstærkningsoperation blev slået tilbage.
Amerikanerne krydsede igen Matanikau og angreb vestpå fra den 18. november, men trængte kun langsomt frem mod beslutsom japansk modstand. Det amerikanske angreb blev stoppet den 23. november ved en linje lige vest for Point Cruz. Amerikanerne og japanerne blev stående over for hinanden i disse stillinger i de næste seks uger indtil den afsluttende fase af slaget begyndte, da amerikanske styrke indledte deres sidste vellykkede fremrykning for at fjerne de japanske styrker fra øen. Selv om amerikanerne havde været tæt på at overløbe de japanske bagområder under offensiven i starten af november, blev det først i de sidste faser af slaget, at amerikanerne endelig erobrede Kokumbona.

### Bøger
- Dull, Paul S. (1978). A Battle History of the Imperial Japanese Navy, 1941-1945. Naval Institute Press. ISBN 0-87021-097-1.
- Frank, Richard (1990). Guadalcanal: The Definitive Account of the Landmark Battle. New York: Random House. ISBN 0-394-58875-4.
- Griffith, Samuel B. (1963). The Battle for Guadalcanal. Champaign, Illinois, USA: University of Illinois Press. ISBN 0-252-06891-2.
- Hammel, Eric (2007). Guadalcanal:  The U.S. Marines in World War II. St. Paul, Minnesota, USA: Zenith Press. ISBN 0-7603-3148-0.
- Jersey, Stanley Coleman (2008). Hell's Islands:  The Untold Story of Guadalcanal. College Station, Texas: Texas A&M University Press. ISBN 1-58544-616-5.
- Morison, Samuel Eliot (1958). The Struggle for Guadalcanal, August 1942 – February 1943, vol. 5 of History of United States Naval Operations in World War II. Boston: Little, Brown and Company. ISBN 0-316-58305-7.
- Rottman, Gordon L.; Dr. Duncan Anderson (consultant editor) (2005). Japanese Army in World War II:  The South Pacific and New Guinea, 1942–43. Oxford and New York: Osprey. ISBN 1-84176-870-7. {{cite book}}: |author2= har et generisk navn (hjælp)
- Smith, Michael T. (2000). Bloody Ridge: The Battle That Saved Guadalcanal. New York: Pocket. ISBN 0-7434-6321-8.

### Eksterne kilder
- Anderson, Charles R. (1993). GUADALCANAL. The U.S. Army Campaigns of World War II. United States Army Center of Military History. CMH Pub 72-8. Arkiveret fra originalen 20. december 2007. Hentet 2006-07-09.
- Hough, Frank O.; Ludwig, Verle E.; Shaw, Henry I., Jr. "Pearl Harbor to Guadalcanal". History of U.S. Marine Corps Operations in World War II. Hentet 2006-05-16.
- Shaw, Henry I. (1992). "First Offensive:  The Marine Campaign For Guadalcanal". Marines in World War II Commemorative Series. Hentet 2006-07-25.
- Zimmerman, John L. (1949). "The Guadalcanal Campaign". Marines in World War II Historical Monograph. Hentet 2006-07-04.

9°26′S 159°57′Ø / 9.44°S 159.95°Ø